# Neuromielite óptica
A neuromielite óptica, também conhecida como doença de Devic ou síndrome de Devic é uma doença inflamatória autoimune na qual o próprio sistema imunitário ataca os nervos ópticos e a espinal medula. Isto leva à inflamação do nervo óptico (neurite óptica) e da espinal medula (mielite). Embora a inflamação possa também afectar o cérebro, o tipo de lesões é diferente daquelas observadas na esclerose múltipla. As lesões na espinal medula estão na origem de vários graus de fraqueza muscular ou paralisia dos membros, perda de sensação (incluindo cegueira), e/ou disfunções no funcionamento da bexiga e intestinos.
A neuromielite óptica é uma doença rara que se assemelha à esclerose múltipla sob vários aspectos, embora requeira tratamento diferente. Tem também sido levantada a hipótese de se tratar de uma variante de encefalomielite aguda disseminada. O alvo provável do ataque autoimune é uma proteína das células do sistema nervoso chamada aquaporin 4.